# Viktória Csáki
Viktória Csáki (født 3. marts 1986 i Tiszalök, Ungarn) er en ungarsk håndboldspiller som spiller for Debrecen VSC og Ungarns håndboldlandshold.